# Araneus variegatus
Araneus variegatus là một loài nhện trong họ Araneidae.
Loài này thuộc chi Araneus. Araneus variegatus được Takeo Yaginuma miêu tả năm 1960.